# Jaime Escalante
Jaime Alfonso Escalante Gutiérrez (La Paz, 31 december 1930 — Roseville, 30 maart 2010) was een Boliviaans-Amerikaans natuur- en wiskundeleraar op een highschool, die bekendheid verwierf doordat in 1982 zijn leerlingen van zijn calculusklas, kansarme jongeren uit de Latino-gemeenschap, onterecht werden beschuldigd van spieken, nadat hij hen ertoe had bewogen de Advanced Placement Calculus te maken. Zijn leerlingen maakten dezelfde én te weinig fouten volgens de controleurs van de ETS (Educational Testing Service). Escalante bestreed de claim en sprak openlijk zijn twijfels uit over een gelijksoortig handelen door de ETS in het geval dat het een school had betroffen in Beverly Hills. Escalantes strijd voor zijn leerlingen is verfilmd in de Amerikaanse dramafilm Stand and Deliver (1988) waarin Edward James Olmos de rol van Escalante speelt. Escalantes onorthodoxe lesmethodes resulteerde in een hoog succesratio. Escalante pleitte voor hogere lesstandaarden voor leerlingen en onderwijzers. Hij stelde dat onderwijs toewijding vereist, zowel bij het geven als het ontvangen, deze toewijding noemde hij: Ganas (verlangen om te overwinnen).

## Biografie

### Bolivia

#### Jonge leven
Escalante werd geboren in La Paz, Bolivia. Hij werd geboren in een lerarenfamilie, als de tweede zoon van Zenobio Escalante en Sara Escalante-Gutiérrez. Beiden waren docenten in Achacachi in het uiterste westen van Bolivia nabij het Titicacameer. Ze doceerden de lieden afkomstig uit de inheemse bevolking: de Aymara en de Quichua. Zelf was Escalante van Aymarese afkomst. Als kind amuseerde Escalante zich met voetbal, basketbal, en handbal, tevens bracht hij graag tijd door met zijn grootvader; een voormalig docent en amateur filosoof. Zenobio, Escalantes vader, was een alcoholist en mishandelde zijn vrouw Sara. Hierom scheidde Sara van Zenobio toen Escalante 14 jaar oud was. Sara, Escalantes moeder, verhuisde samen met de kinderen naar La Paz. Aldaar ging Escalante naar een prestigieuze Jezuïetenschool alwaar wiskunde en ingenieurswezen zijn favoriete schoolvakken waren.

#### Begin lerarencarrière
Doordat Zenobio, Escalantes vader, relatief jong kwam te overlijden, was Sara niet in staat om Escalante te laten studeren zoals ze hadden gehoolpt. In 1950, op 20-jarige leeftijd, vervult Escalante zijn militaire dienstplicht. Hierna werd hij door een vriend ervan overtuigd om leraar te worden. Hij ging studeren aan de lerarenopleiding van het Instituto Normal Superior Adventista in La Paz. In 1954, op 24-jarige leeftijd, kreeg Escalante drie banen aangeboden als natuur- en wiskundedocent, daar hij excelleerde in de vakken en vanwege het tekort aan leraren op dat moment. Zonder noemenswaardige ervaring, begon Escalante zijn carrière als docent. 's Ochtends doceerde hij aan het private Colegio San Calixto; 's middags doceerde hij aan het Colegio Nacional Simón Bolivar; en 's avonds aan een commerciële school voor het secundair onderwijs, allen in La Paz.

#### Huwelijk en Emigratie
Tijdens zijn lerarenopleiding ontmoet Escalante zijn latere echtgenote Fabiola Tapia. Ze traden samen in het huwelijk op 25 november 1954. Een jaar later werd hun eerste zoon geboren Jaime jr. Escalante. Fabiola's broeders gingen studeren in Californië, in de Verenigde Staten. Fabiola wilde met haar gezin ook naar Californië verhuizen, daar zij ervan overtuigd was dat ze in de Verenigde Staten betere economische mogelijkheden zouden hebben en meer stabiliteit. Tevens was zij een toegewijd protestant en keurde zij de consumptie van alcohol af en wilde zo Escalante weghouden bij vrienden die hem frequent met hem wilde gaan drinken.

##### Puerto Rico
In 1961 bracht Escalante een jaar door in Puerto Rico, als onderdeel van het gouvernementele hulpprogramma voor Latijns-Amerika: Alliantie voor Vooruitgang van president John F. Kennedy. Het plan was bedoeld voor een versnelde economische en sociale ontwikkeling in Latijns-Amerika. Als onderdeel van dit programma kon Escalante ook verschillende Amerikaanse scholen bezoeken, hij was onder de indruk van de faciliteiten en het materieel. Deze ervaring overtuigde hem ervan om Fabiola's emigratiewens in te willigen en te emigreren naar de Verenigde Staten.

### Verenigde Staten

#### Engels leren en integreren
In 1963, op 32-jarige leeftijd, emigreerde Escalante Los Angeles, Californië. Hij sprak geen Engels en met het kleine beetje geld wat hij had kocht hij in 1964 een Volkswagen Kever. Enige tijd werkte hij als een afwasser voor een lokaal restaurant en later werd hij kok. Hij leerde Engels door vooral naar tv te kijken, en uiteindelijk volgde hij lessen aan Pasadena City College; een soort Volksuniversiteit. Nog datzelfde jaar kwamen zijn vrouw Fabiola en zijn zoon Jaime jr. naar Los Angeles. Fabiola vond dat Escalante zijn talenten en kennis verspilde door te werken als een kok. Ze moedigde hem aan om beter te werk te vinden. Enige tijd werkte hij nog als elektricien maar hij ervoer het werk niet als voldoenend. In 1969 werd zijn tweede zoon Fernando geboren.

#### Opnieuw leraar worden
Escalante wilde weer les gaan geven. Tot zijn ongenoegen werden zijn Boliviaanse diploma's niet erkend in de Verenigde Staten en hij diende opnieuw een bachelorgraad te halen evenals een lesbevoegdheid. Zijn bachelorgraad behaalde hij in 1973 en dankzij een beurs, die hij had gewonnen, kon hij voltijd zijn lesbevoegdheid behalen in slechts één jaar. In 1974 solliciteerde Escalante voor een baan als computerleraar aan Garfield High School in het oosten van Los Angeles. 95% van de studenten waren afkomstig uit de Latino-gemeenschap en 80% kwam uit een sociaal-economisch achtergesteld milieu. Escalante ontdekte al snel dat er geen computers waren en dat hij wiskunde moest gaan doceren. De leerlingen waren druk, hadden weinig onderwijs genoten, respectloos en soms ook gewelddadig. De leerlingen werden over het algemeen beschouwd als: unteachable (hardleers). Escalante geloofde dat zijn eerste jaar op Garfield High School ook zijn laatste zou zijn.
| Ze kwamen binnen zonder hun spullen, zonder iets. Totale chaos. — Vertaald citaat van Jaime Escalante |

#### 1975 het tweede jaar op Garfield High School
Aan het begin van het schooljaar in 1975, Escalantes tweede jaar, ontdekte hij dat alle bestuurders van de school waren ontslagen. De school had dermate slecht gepresteerd dat de Western Association of Schools and Colleges (WASC) dreigde de accreditatie van de school in te trekken. Escalante geloofde dat leraren hun studenten moeten uitdagen in plaats van op het laagst mogelijke niveau les te geven. Met een nieuw schoolbestuur kon Escalante meer van zichzelf kwijt in zijn lessen en hij begon algebra te doceren. In 1979 besloot hij voor het eerst calculus te gaan doceren aan Garfield High School.
| Wanneer we verwachten dat kinderen mislukkelingen zijn, zullen ze mislukkelingen zijn. Wanneer we verwachten dat ze winnaars zijn, zullen ze winnaars zijn. Ze stijgen of vallen naar het verwachtingsniveau van de mensen om hen heen, vooral naar dat van hun ouders en hun leraren. — Vertaald citaat van Jaime Escalante |

#### Advanced Placement en beschuldiging van fraude
In 1979 introduceerde Escalante voor de eerste keer speciale calculuslessen op Garfield High School. Hij had vijf leerlingen verzameld die later de Advanced Placement (AP) voor Calculus maakten; vier van hen slaagden. Deze test verschaft leerlingen toegang tot het hoger onderwijs en werd als dermate complex beschouwd dat slechts 2% van de Amerikaanse highschoolleerlingen de test maakten. Geïnspireerd door dit succes trachtte hij meer leerlingen te interesseren voor calculus en uiteindelijk het maken van de AP. In speciale lessen, na school en zelfs op zaterdagen, bereidde hij de leerlingen voor op de AP-test. Tevens zorgde hij ervoor dat ouders betrokken raakten en overtuigden hen van het belang dat hun kinderen naar school gingen en hun huiswerk maakten. In 1982 had Escalante totaal 18 leerlingen verzameld voor zijn calculuslessen en zij allen slaagden voor de AP-test. De Educational Testing Service (ETS), een toetsingsinstituut in de Verenigde Staten, vermoedde fraude omdat zij gelijkaardige fouten hadden gemaakt en verklaarde de uitslag van de tests als ongeldig. Escalante geloofde dat de twijfel bij de ETS louter bestond vanwege de etniciteit van zijn leerlingen en de povere sociaal-economische situatie waarin zij verkeerden. 12 van de 14 leerlingen maakten de test opnieuw en allen slaagden eveneens de tweede keer.

#### Afwikkeling van de fraudebeschuldiging en vertrek van Garfield High School
De fraudebeschuldiging en de aandacht voor het wiskundeprogramma van Escalante had nationale aandacht vergaard en leidde tot een gift van computers, lesmateriaal en beurzen door de Stichting tot Vorderingen in Wetenschap en Educatie (Engels: Foundation for Advancements in Science and Education ). Tevens ontving Escalantes programma giften vanuit het bedrijfsleven. Met de nieuwe voorzieningen en de financiële middelen, bleef Escalante successen behalen met zijn calculusleerlingen. De verhouding met zijn collega's leed hieronder, niettemin omdat Escalante ook zijn collega's bekritiseerde wanneer hij vond dat zij hun werk niet goed uitvoerden. Hij had ook een hekel aan vergaderingen en administratieve verplichtingen, Escalante besteedde liever zijn tijd in zijn klaslokaal. In 1990 werd Escalante afgewezen als voorzitter van de wiskundeafdeling. In 1991 waren de onderlinge verhoudingen dermate slecht dat Escalante besloot Garfield High School te verlaten.

#### Hiram Johnson High School
Van 1991 tot 1998 doceerde Escalante aan Hiram Johnson High School in Sacramento, Californië. Escalante begon met het doceren van algebra aan de eerste- en tweedejaars leerlingen. Uiteindelijk begon hij ook daar calculuslessen te verzorgen met als doel de Advanced Placement te kunnen halen, net zoals hij had gedaan op Garfield High School. Zijn succes was echter beperkter, hij kreeg niet de aansluiting met de studenten, zoals hij die eerder had ervaren, vanwege culturele en linguïstische verschillen; tevens ontbrak het hem aan voldoende steun vanuit het schoolbestuur. Escalante ging in 1998 met pensioen.

#### Overlijden
Escalante leed geruime tijd aan blaaskanker, hij stierf aan de complicaties veroorzaakt hierdoor op 30 maart 2010. Hij liet zijn echtgenote, Fabiola Tapia, en zijn zonen Jaime jr. en Fernando achter. Jaime Alfonso Escalante Gutiérrez is 79 jaar oud geworden. Escalante ligt begraven op Rose Hills Memorial Park te Roseville, Californië.

## Lesstijl
Escalantes lesstijl was onorthodox, waardoor hij zijn studenten angst aanjoeg maar ook inspireerde. Hij schreeuwde naar zijn leerlingen wanneer ze laat waren of lui. Maar hij moedigde ze ook aan en leerde hen in zichzelf te geloven. Hij vertelde hen dat zolang ze ganas hadden dat ze alles zouden kunnen behalen. Hij decoreerde zijn klaslokaal met inspirerende citaten en sportposters. Hij zocht altijd naar manieren om zijn lessen te verduidelijken. Zo bracht hij een hakmes samen met een appel mee naar school om zijn leerlingen wat te vertellen over breuken. Hij droeg vreemde hoedjes, maakte grappen over seks. Snel kreeg hij het respect van de leerlingen die hem Kemo Sabe of vaak kort Kemo noemde. Naar de bijnaam die indiaan Toto gaf aan de Lone Ranger in de Amerikaanse westernserie The Lone Ranger. 

## Media
- 1988 - Op basis van de fraudebeschuldiging heeft regisseur Ramon Menendez de Amerikaanse dramafilm Stand and Deliver gemaakt en uitgebracht.[8]
- 1988 - Biografisch boek: The Best Teacher in America, over Jaime Escalante, door auteur: Jay Mathews.

## Prijzen
- 1988 - Hispanic Heritage Award
- 1998 - Freedom Forum - Free Spirit Award
- 1998 - Organisation of American States - Andres Bello Prize
- 1998 - United States Presidential Medal for Excellence
- 1999 - National Teachers Hall of Fame